# 황연선
ㅇ황연선(1983년 4월 24일 ~ )은 전 KBO 리그 야구 선수의 내야수이다.

## 출신학교
- 서울양목초등학교
- 신월중학교
- 동산고등학교
- 고려대학교

## 연봉
- 3000만원

## 등번호
- 4번